# Teheránské muzeum současného umění

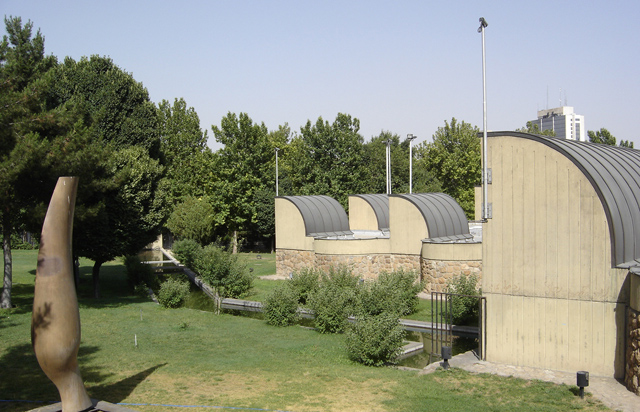
Sochařská zahrada obklopující muzeum

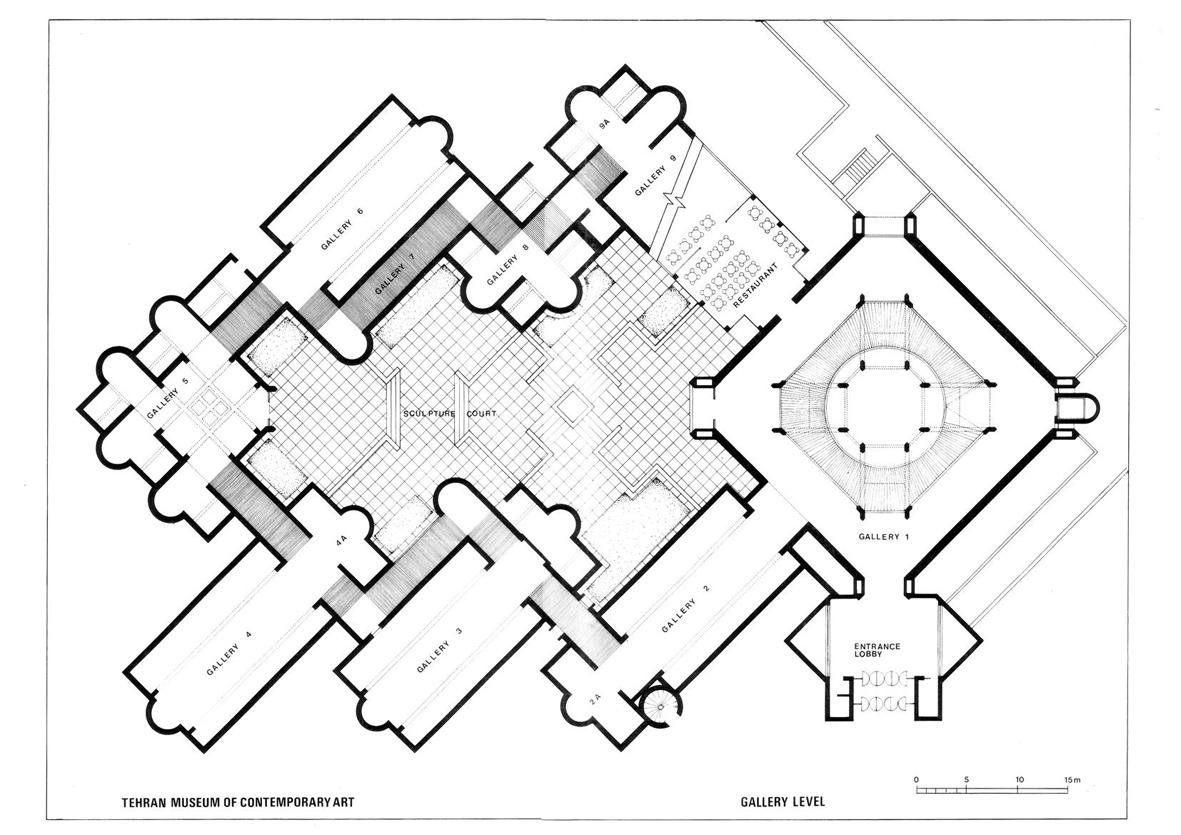
Půdorys výstavního prostoru muzea

Teheránské muzeum současného umění (persky معاصر تهران, Muzeh-ye Honarhā-ye Mo'āsser-e Tehrān; anglicky Tehran Museum of Contemporary Art, zkratkou Tehran MoCA) je muzeum v centru Teheránu v parku Laleh. Je to nejvýznamnější muzeum současného umění v Íránu a zároveň největší sbírka současného umění mimo Evropu a Spojené státy americké. 

## Historie, architektura a sochařství
Muzeum bylo navrženo architektem Kamranem Dibou v polovině 70. let a vzniklo z iniciativy císařovny Farah Pahlavíové. Má plochu více než 7000 m² a bylo otevřeno v roce 1977. Architektura prostorné budovy kombinuje tradiční komponenty z pouštní oblasti Íránu, jako jsou větrací věže (badgir), s moderními architektonickými prvky. 
Muzeum se skládá z řady galerií, administrativních budov, knihovny, filmového sálu, kavárny a archivů. Budova je obklopena zahradou se sochařskými díly slavných umělců, jako jsou Henry Moore, Alberto Giacometti a Parviz Tanavoli. Jsou zde například sochy 
- Estela a Pablo Nerudovi (1974) od Eduarda Chillidy
- rytmus ve vesmíru (1947–48), červená žula, Max Bill
- Kozoroh Maxe Ernsta
- Muž a žena od Alberta Giacomettiho
- Kůň a jezdec Marina Mariniho
- Terapeut Reného Magritta
- No. 2 (1954) Marka Rothka

## Výstavy a sbírky obrazů
Každoročně se pořádá pět výstav výtvarného umění. K vidění jsou díla významných západních umělců 19. a 20. století, jako byli Claude Monet, Camille Pissarro, Vincent van Gogh, Pablo Picasso, Max Ernst, George Grosz, Jackson Pollock, Andy Warhol či Edward Hopper. Dále jsou zde zastoupeni íránští umělci jako Kamal-ol-Molk a současní umělci jako Parviz Tanavoli, Jazeh Tabatabai, Sohrab Sepehri, Nasser Ovissi, Abolghasem Saidi, Bahman Mohasses, Ahmad Esfandiari a mnoho dalších. 

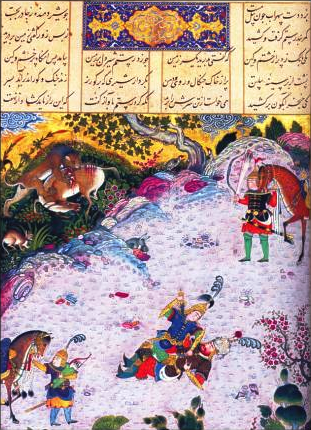
Boj Sohraba s Rostamem, kolem 1522
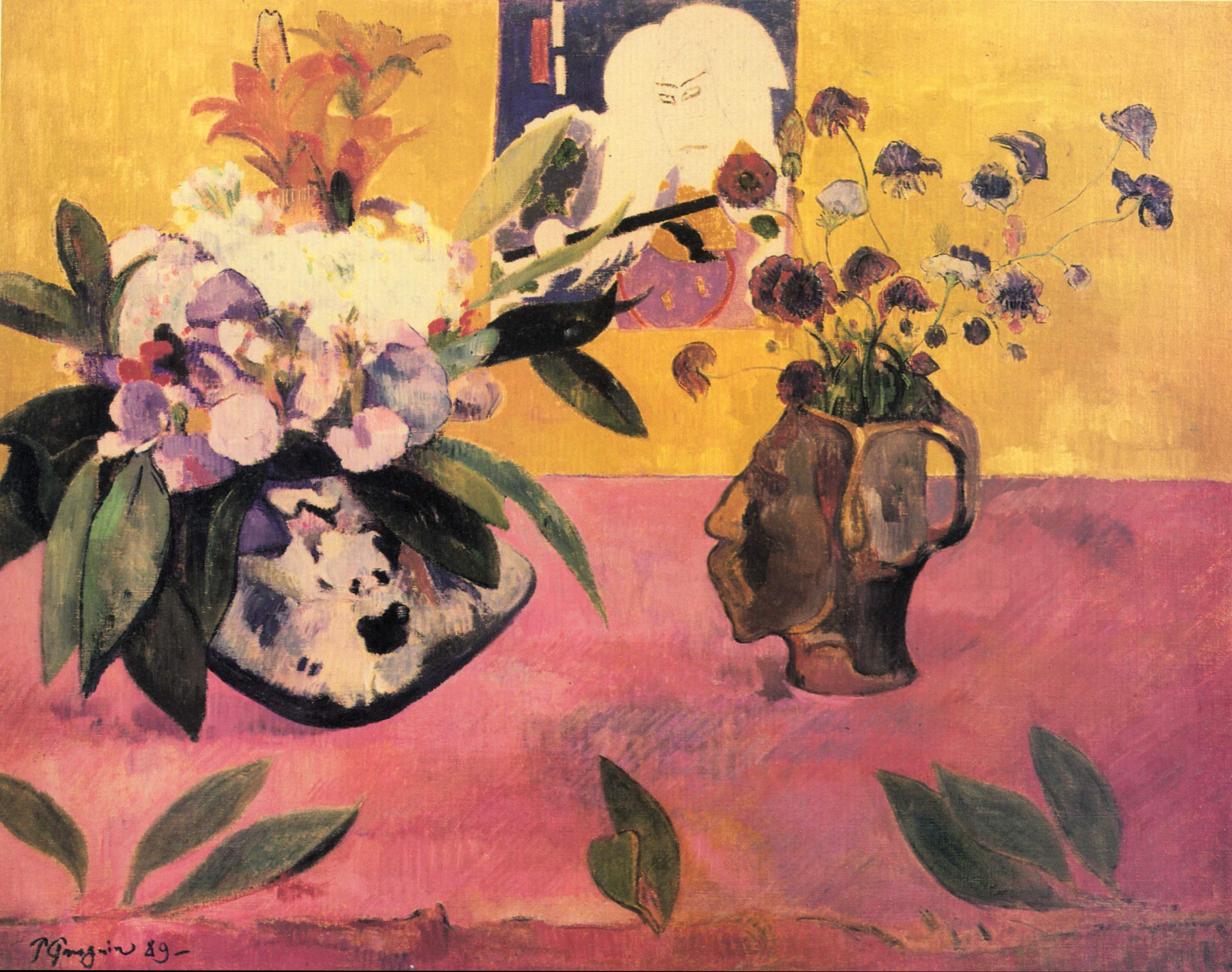
Paul Gauguin: Zátiší s vázou ve tvaru hlavy a japonským dřevorytem, 1889
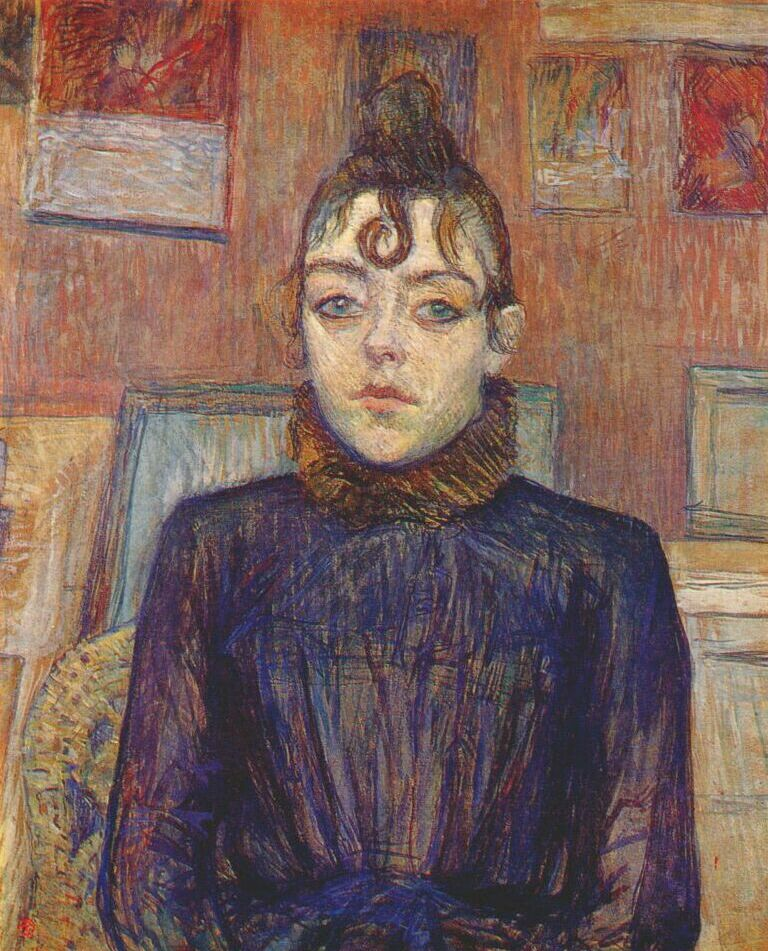
Henri de Toulouse-Lautrec: Dívka s pramínkem vlasů, 1889
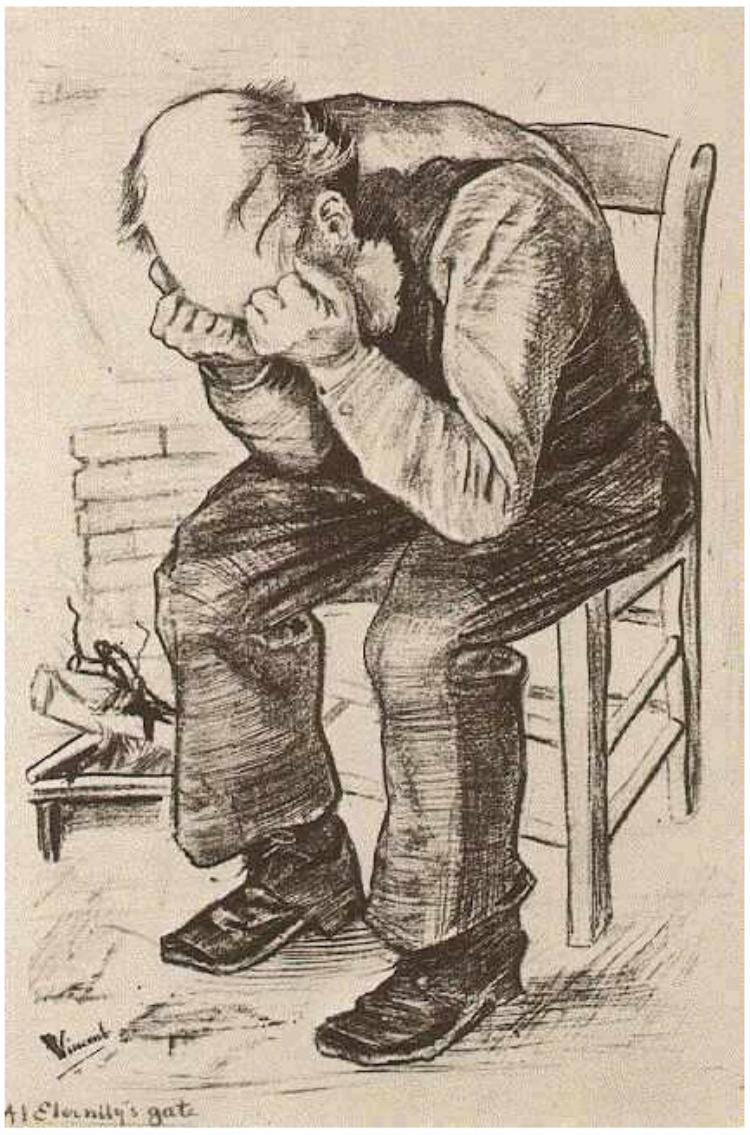
Vincent van Gogh: Na prahu věčnosti, 1882
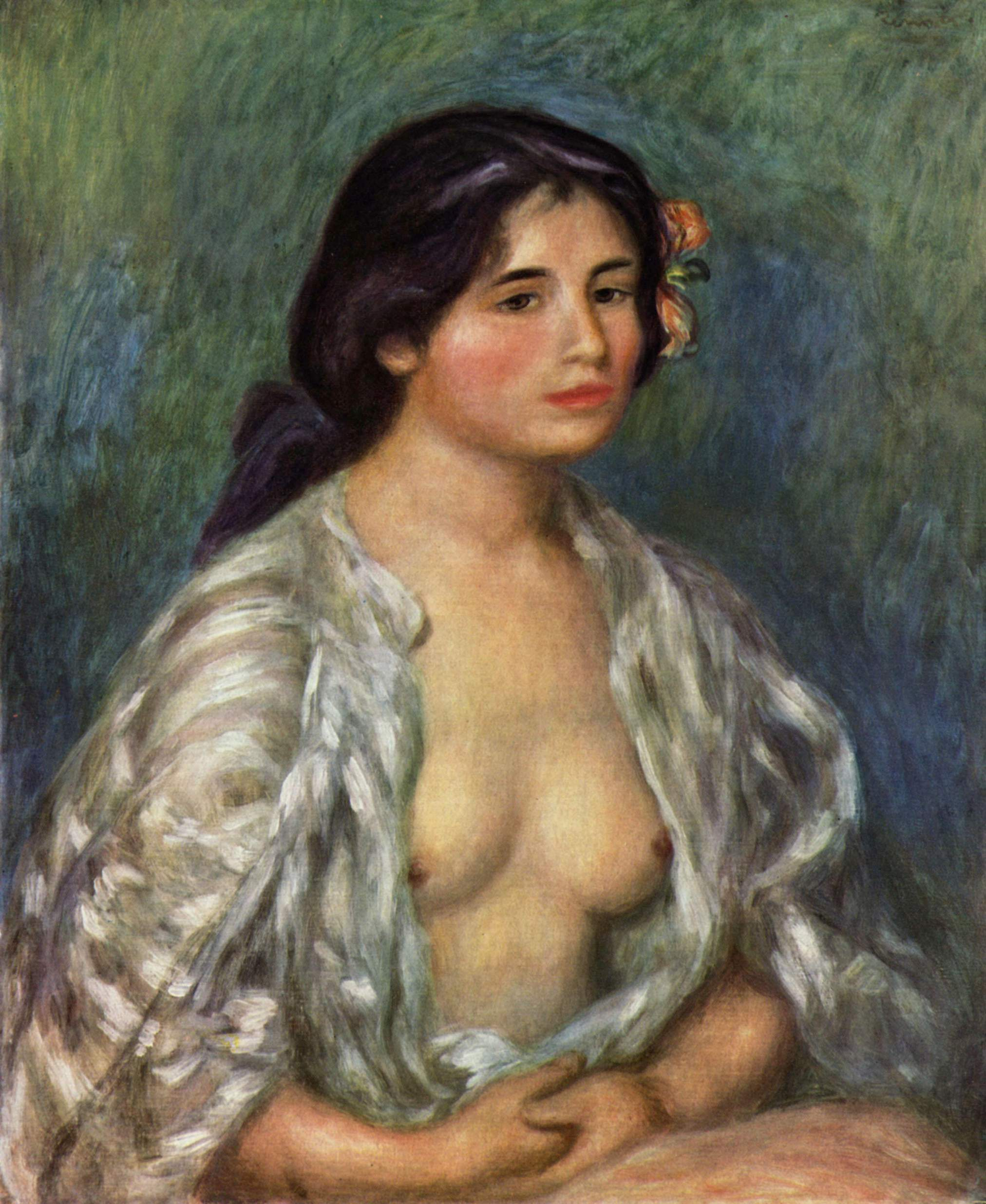
Auguste Renoir: Gabrielle s rozepnutou blůzou, kolem 1907